# Webtext
Webtext, auch Internettext oder Online-Text genannt, ist speziell für den Einsatz in Webseiten geschriebener Text. Linguistisch betrachtet handelt es sich um eine Textsorte. Webtext unterscheidet sich in mehreren Punkten von Text für gedruckte Werke, da er anders gelesen bzw. überflogen („gescannt“) wird als gedruckte Texte. Typisch für Webtext sind
- kurze Absätze mit einem Gedanken pro Absatz,
- viele Zwischenüberschriften,
- Aufzählungen in Form von Aufzählungszeichen (bulleted lists) oder nummerierten Listen,
- fett gesetzte Schlüsselwörter (Stichwörter, Keywords),
- Textlinks, die die Inhalte zu einem Hypertext zusammenfügen,
- das Prinzip „Anreißen und Vertiefen“ (Teaser, seltener: Chunks): kurze Anreißertexte sind jeweils mit einer ausführlicheren Folgeseite verlinkt.

Einige konzeptuelle und stilistische Regeln für gedruckte Texte (zum Beispiel Pressetexte) gelten in verschärfter Form für Webtexte:
- die umgekehrte Pyramide (inverted pyramid),
- kurze Sätze im Aktiv,
- Substantiv-Häufungen und Abstrakta vermeiden.